# Pachypodium mikea
Pachypodium mikea är en oleanderväxtart som beskrevs av Lüthy. Pachypodium mikea ingår i släktet Pachypodium och familjen oleanderväxter. Inga underarter finns listade i Catalogue of Life.